# B-segment

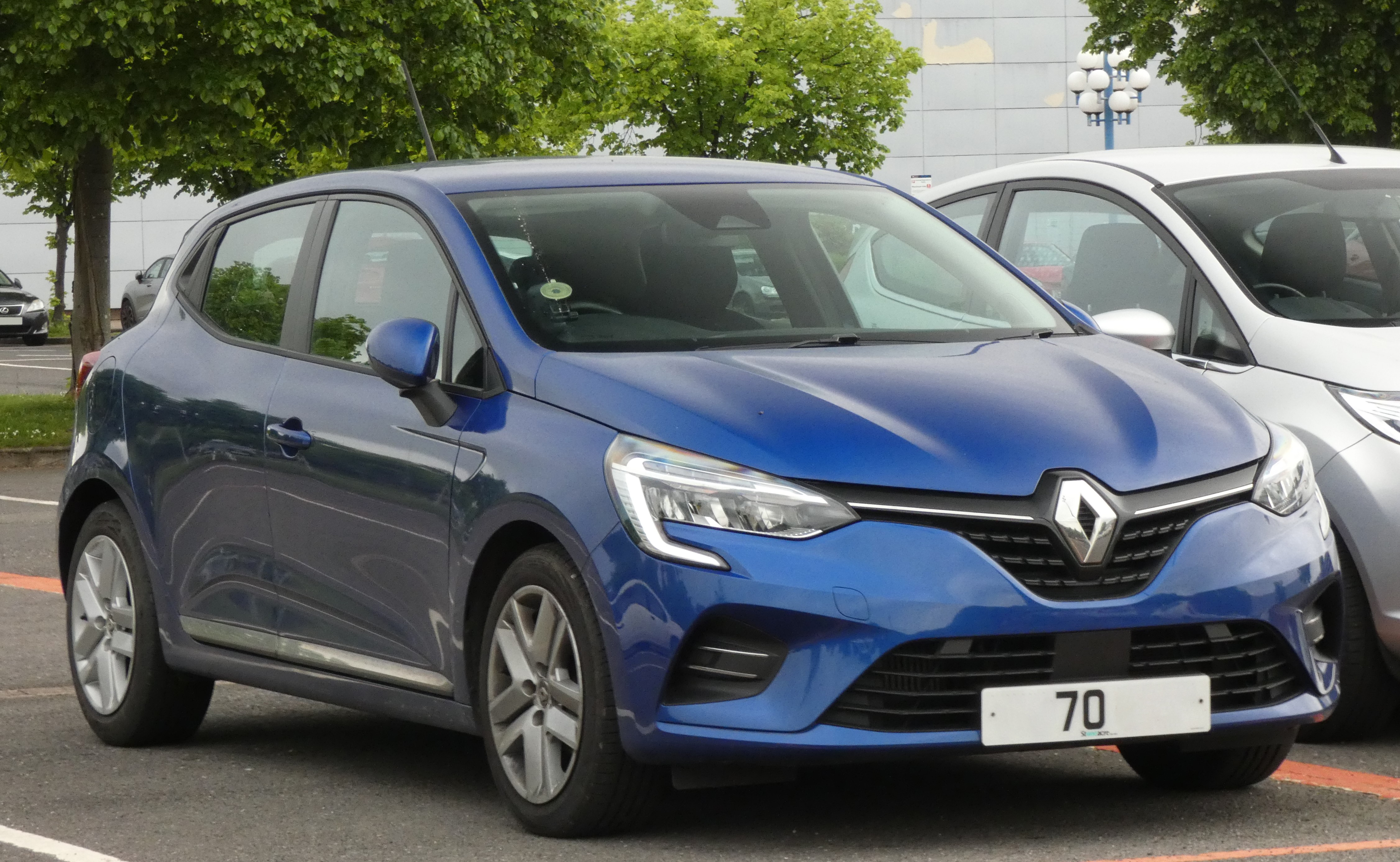
Renault Clio, den bäst säljande modellen i segmentet.

B-segment (eller Småbil) är en fordonsklassificering definierad av Europeiska kommissionen som det andra segmentet (efter A-segmentet och före C-segmentet) inom europeisk fordonsklassificering.